# Alfons Ortner
Alfons Ortner (* 17. April 1907 in Linz; † 14. Juni 1992 ebenda) war ein österreichischer Maler und Grafiker sowie Hochschullehrer. 

## Leben und Wirken
Alfons Ortner absolvierte 1928 die damalige Kunstgewerbeschule Linz. Er dann war Mitbegründer der und lehrte an der Kunstschule der Stadt Linz, war ab 1959 deren Leiter und entwickelte sie zu einer Akademie für angewandte Kunst. Ortner war 1973 bis 1977 Gründungsrektor der aus der Kunstschule hervorgegangenen Hochschule für Gestaltung, seit 1998 Universität für künstlerische und industrielle Gestaltung Linz.
Alfons Ortner war Mitglied der 1952 neu konstituierten Künstlervereinigung MAERZ. Ortner zählte zu den Künstlern, die schon vor 1938 und zum Teil auch während der NS-Zeit ausstellten.
In den 1970er-Jahren arbeitete bei der VÖEST als Metallgestalter.
Ortner war ab 1974 Mitglied der Freimaurerloge Johannes Kepler.

## Ausstellungen
- Künstlerbund Oberdonau, mit anderen: Ausstellung im Führergeburtshaus in Braunau am Inn vom 16. April bis 14. Mai 1943, Braunau am Inn, 1943[6]
- Mit Herbert Ploberger und Hans Weibold: Erlebnis und Deutung, Neue Galerie der Stadt Linz, Wolfgang-Gurlitt-Museum, 1948
- Mit Herbert Dimmel, Karl Hauk, Friedrich Neugebauer, Walter Ritter, Wolfgang von Wersin: Die Lehrer der Kunstschule der Stadt Linz, Neue Galerie der Stadt Linz, Wolfgang-Gurlitt-Museum, 1950
- Arbeiten aus den Jahren 1954 bis 1968, Galerie MAERZ, Linz, 15. November bis 7. Dezember 1988
- Mit anderen: Linz Blick. Stadtbilder in der Kunst 1909 bis 2009, Lentos Kunstmuseum Linz, 2009
- Mit anderen: Wegmarken, MAERZ 1952 bis 2002, afo architekturforum, oberösterreich, Künstlervereinigung MAERZ, 2013
- Mit anderen: Aus der Sammlung: Bildende Kunst in Oberösterreich 1945 bis 1955, Landesgalerie Linz am Oberösterreichischen Landesmuseum, 2015

## Werke
Aufsätze
- Die Ausstellung der Kunstschule der Stadt Linz im Klingspor-Museum zu Offenbach am Main, Kunstjahrbuch der Stadt Linz, Linz 1962, S. 120ff

- Die Akademie für angewandte Kunst in Linz, ihre Bedeutung für Österreich und der Anspruch von Linz, Manuskript, Linz 1967
- Hochschule für künstlerische und Industrielle Gestaltung in Linz (Herausgeber), mit Hanns Kreczi und Otto Wutzel: Von der Kunstschule der Stadt Linz zur Hochschule für Gestaltung, Linz 1973
- Die Hochschule für Gestaltung in Linz, in: Oberösterreichischer Kulturbericht, Jahrgang 30, Folge 7, Linz 1976

Gemälde
- Landschaft im Alpenvorland mit Kühen (1992)
- Häuser am Freinberg, Farblithographie

Illustrationen
- Herbert Eisenreich: Einladung deutlich zu leben (Illustrationen von Alfons Ortner), 1952

## Würdigung
- Heinz Baumüller: Denkmal für Alfons Ortner (Gründungsrektor), 1980
- Namensgeber des Alfons-Ortner-Preises der Hochschule für Gestaltung, Linz
- Ehrenringträger der Stadt Linz